# Montpellier
Montpellier (pronunțat [mɔ̃pəlje]) este un oraș în sudul Franței, prefectura departamentului Hérault și capitala regiunii Languedoc-Roussillon. Este centrul metropolitan și un centru de echilibru al Occitaniei. Montpellier este situat în sudul Franței, pe o axă majoră de transport, care unește Spania la vest, cu Italia la est. Situat în apropiere de Marea Mediterană (7,1 km), acest oraș se învecinează cu Béziers (69 km sud-vest) și Nîmes (52 km nord-est).
Cu aproape 300.000 de locuitori, orașul Montpellier este a șaptea municipalitate din Franța și al treilea oraș ca mărime de la marea Mediterană (după Marsilia și Nisa). În anul 2017 aglomerarea urbană Montpellier număra 607.896 de locuitori, iar mediul urban  de locuitori.

## Istoric
Orașul este încă din evul mediu un renumit centru de învățământ medical. Ospitalierii Sfântului Spirit au luat ființă aici la sfârșitul secolului al XII-lea. Facultatea de Medicină din Montpellier⁠(fr)[traduceți] datează din secolul al XIII-lea.  

## Educație
- E-Artsup
- École nationale de l'aviation civile
- École pour l'informatique et les nouvelles technologies
- Montpellier Business School

## Transporturi
- Gara Montpellier-Saint-Roch

## Personalități născute aici
- Sébastien Bourdon (1616 - 1671), pictor;
- Auguste Comte (1798 - 1857), sociolog, filozof;
- Vincent-Victor Henri Viénot de Vaublanc (1803 - 1874), istoric;
- Charles Bernard Renouvier (1815 - 1903), filozof;
- Frédéric Bazille (1841 - 1870), pictor;
- Léon Cauvy (1874 - 1933), pictor;
- Léo Malet (1909 - 1996), romancier;
- Jean-Luc Dehaene (1940 - 2014), om politic flamand, europarlamentar;
- Loïc Wacquant (n. 1960), sociolog.

## Vezi și

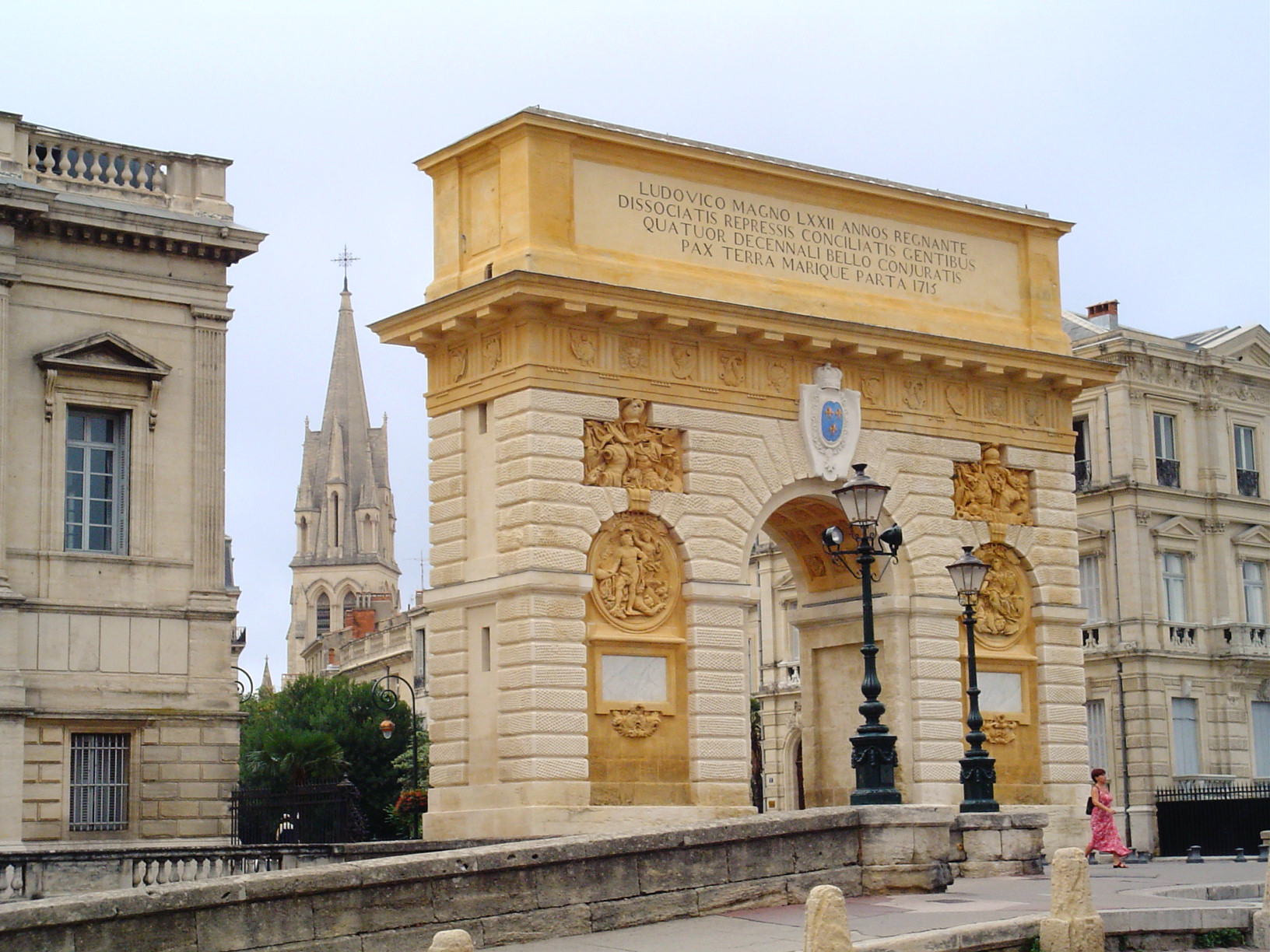
Arcul de triumf Peyrou